# Municipio de Tyrol
El municipio de Tyrol (en inglés: Tyrol Township) es un municipio ubicado en el condado de Griggs en el estado estadounidense de Dakota del Norte. En el año 2010 tenía una población de 116 habitantes y una densidad poblacional de 1,21 personas por km².

## Geografía
El municipio de Tyrol se encuentra ubicado en las coordenadas 47°31′50″N 98°11′13″O / 47.53056, -98.18694. Según la Oficina del Censo de los Estados Unidos, el municipio tiene una superficie total de 95.48 km², de la cual 94,98 km² corresponden a tierra firme y (0,52 %) 0,49 km² es agua.

## Demografía
Según el censo de 2010, había 116 personas residiendo en el municipio de Tyrol. La densidad de población era de 1,21 hab./km². De los 116 habitantes, el municipio de Tyrol estaba compuesto por el 96,55 % blancos, el 3,45 % eran afroamericanos. Del total de la población el 0 % eran hispanos o latinos de cualquier raza.